# Levente Füredy
Levente Füredy (ur. 12 stycznia 1978) – węgierski zapaśnik walczący w stylu klasycznym. Olimpijczyk z Aten 2004, gdzie zajął piętnaste miejsce w kategorii 66 kg.
Brązowy medalista mistrzostw świata w 2003. Ósmy na mistrzostwach Europy w 2002. Wicemistrz świata juniorów w 2002 roku.
- Turniej w Atenach 2004

Pokonał Kim In-seopa z Korei Południowej, a przegrał z Nikołajem Gergowem z Bułgarii.